# Laphria aimatis
Laphria aimatis là một loài ruồi trong họ Asilidae. Laphria aimatis được McAtee miêu tả năm 1919. Loài này phân bố ở vùng Tân Bắc giới.